# Александар Поповић (писац)
Александар Поповић (Уб, 20. новембар 1929 — Београд, 9. октобар 1996) био је српски књижевник. Највише је писао комедије и сатире а успешно се бавио и другим жанровима, па је иза себе оставио богат опус драма за децу, сценарија за телевизијске драме и серије. За драмска дела освојио је многобројне награде, а позоришне представе рађене по његовим текстовима постале су заштитни знак многих позоришта. Написао је више од 50 драма за децу и одрасле.

## Биографија
Рођен на Убу у породици са војничком традицијом. По завршетку гимназије, предаје се писању поезије и постаје кандидат за члана Удружења књижевника.
Крајем '40-их ухапшен је и проводи пет година на Голом Отоку. Након робије био је присиљен да се окуша у разним занатима.
Почетком '50-их прихвата позив Душка Радовића из Радио Београда и пише радио-драме за децу. Прво дело је објавио 1959. године. У питању је био криминалистички роман Убиство у троуглу. У свом разноврсном опусу ствара драме и комедије, драме за децу, ТВ драме и телевизијске серије.
Његова представа „Мрешћење шарана“ је била забрањивана.
Према мишљењу жирија за избор најбоље послератне драме, у организацији Телевизије Београд, листа Вечерње новости и издавачке куће „Дерета”, драма Развојни пут Боре Шнајдера проглашена је за најбољи драмски текст објављен у периоду 1944–1994.

## Награде
- Стеријина награда за текст савремене драме, за драму Развојни пут Боре Шнајдера, 1967.
- Књижевна награда „Невен”, за роман Лек против старења, 1975.
- Награда „Ћуран” за текст савремене комедије, за драму Мрешћење шарана, 1985.
- Награда „Бранко Ћопић” за хумор и сатиру, за драму Мрешћење шарана, 1985.
- Стеријина награда за текст савремене комедије, за драму Кус петлић, 1990.
- Стеријина награда за текст савремене комедије, за драму Бела кафа, 1991.
- Награда „Ћуран” за текст савремене комедије, за драме Кус петлић и Бела кафа, 1991.
- Награда „Јоаким Вујић”, за драму Мртва тачка, 1993.
- Повеља Змајевих дечјих игара, 1994.
- Стеријина награда за текст савремене драме, за драму Тамна је ноћ, 1994.
- Награда фестивала „Земун фест”, за драму Тамна је ноћ, 1994.

## Одабрана дела

### Драме
- 1964. Љубинко и Десанка (праизведба 30. децембар 1964 Атеље 212, Београд)
- 1965. Чарапа од сто петљи (праизведба 17. јун 1980 Народно позориште Тимочке крајине, Зајечар)
- 1967. Развојни пут Боре Шнајдера (праизведба 12. фебруар 1967, Атеље 212, Београд)
- 1967. Смртоносна мотористика (праизведба 7. април 1967, Београдско драмско позориште, Београд)
- 1984. Мрешћење шарана (праизведба 4. април 1984, Народно позориште у Пироту, Пирот)
- 1990. Бела кафа (праизведба 6. децембар 1990, Народно позориште у Пироту, Пирот)
- 1992. Тамна је ноћ (праизведба 23. јун 1993, Култ театар, Београд)
- 1995. Чарлама, збогом (праизведба 16. март 1995, Народно позориште, Пирот
- 1996. Баш бунар (праизведба 5. октобар 1996, Звездара театар, Београд)
- 1999. Ноћна фрајла (праизведба 17. март 1999, Градско позориште, Јагодина), постхумно

### Књижевност за децу
- Девојчица у плавој хаљини, роман (Београд: Младо поколење, 1961)
- Тврдоглаве приче, кратка проза (Загреб: Младост, 1962)
- Судбина једног Чарлија, роман (Београд: Просвета, 1964)
- Како се воли Весна, кратка проза (Београд: Нолит, 1974)
- Гардијски потпоручник Рибанац или Фантазија о цвећкама, кратка проза (Београд: Нолит, 1984)
- Три светлице с позорнице, три драме (Београд: „Вук Караџић”, 1986)
- Пепељуга : бајка за играње у три чина (Београд: Позориште "Бошко Буха", 2001)